# Sabine Rankel
Sabine Rankel geborene Schwalb (* 7. Dezember 1968 in der Pfalz; † 24. Juni 2022) war eine deutsche Leichtathletin und Bergläuferin. Über ein Jahrzehnt war sie die beste Bergläuferin in der Pfalz.

## Sportliche Leistungen
In den Jahren 2005 und 2006 gewann Sabine Rankel in ihrer Altersklasse W35 den Titel bei den Deutschen Seniorenmeisterschaften im Berglauf. Sabine Rankel ist die erfolgreichste Teilnehmerin des Pfälzer Berglaufpokals. Sie startete anfangs für die TSG Eisenberg und später für den LC Bad Dürkheim. Sie gewann die Gesamtwertung zwischen 1998 und 2010 elf Mal. In den Jahren 2001 und 2002 hatte sie eine Babypause eingelegt. Sie gewann sechs Mal den Heidelberger Halbmarathon.

## Persönliches
Im Jahr 2005 gewann sie die Wahl zum Sportler des Jahres von Bad Dürkheim. Seit 2020 war Sabine Rankel Ehrenmitglied des LC Bad Dürkheim. Sabine Rankel war verheiratet und hatte zwei Töchter (Jahrgang 1996 und 1999).